# 宋豸
宋豸（1536年—1586年），字思直，號貞菴，直隸保定府容城縣人，民籍，明朝政治人物。

## 生平
嘉靖三十七年（1558年）戊午科順天府鄉試第三十三名舉人。嘉靖四十四年（1565年）中式乙丑科三甲第二百二十四名進士。都察院观政，四十五年二月授行人，隆慶三年（1569年）闰六月升户部主事，五年三月升郎中，萬曆二年（1574年）正月升汝宁知府，五年正月调任郧阳府，七年十一月升山東運使，九年十月致仕，十四年六月卒。

## 家族
曾祖宋鑑；祖父宋世昂；父宋文德，監生。母鄭氏。兄宋麒（监生）。